# Aeroportul Hale County
Aeroportul Hale County (IATA: PVW, ICAO: KPVW, FAA LID: PVW) este un aeroport din Texas, Statele Unite ale Americii.
Situat la o altitudine de 1.028 m, aeroportul dispune de o singură pistă.